# Bahnradsport-Europameisterschaften der Junioren/U23 2010
Die Bahnradsport-Europameisterschaften der Junioren/U23 2010 (2010 UEC Jun/U23 Track European Championships) fanden vom 10. bis 15. September 2010 im russischen Sankt Petersburg statt.

## Resultate U23

### Sprint
| Platz | Sportler       | Land |
| ----- | -------------- | ---- |
|       | Tobias Wächter | GER  |
|       | Philipp Thiele | GER  |
|       | Peter Mitchell | GBR  |

| Platz | Sportlerin     | Land |
| ----- | -------------- | ---- |
|       | Rebecca James  | GBR  |
|       | Virginie Cueff | FRA  |
|       | Sandie Clair   | FRA  |

### Keirin
| Platz | Sportler         | Land |
| ----- | ---------------- | ---- |
|       | Joachim Eilers   | GER  |
|       | Quentin Lafargue | FRA  |
|       | Denis Špička     | CZE  |

| Platz | Sportlerin     | Land |
| ----- | -------------- | ---- |
|       | Sandie Clair   | FRA  |
|       | Virginie Cueff | FRA  |
|       | Charlene Delev | GER  |

### Zeitfahren
| Platz | Sportler         | Land |
| ----- | ---------------- | ---- |
|       | Quentin Lafargue | FRA  |
|       | Joachim Eilers   | GER  |
|       | Nikolai Schurkin | RUS  |

| Platz | Sportlerin     | Land |
| ----- | -------------- | ---- |
|       | Sandie Clair   | FRA  |
|       | Rebecca James  | GBR  |
|       | Virginie Cueff | FRA  |

### Teamsprint
| Platz | Sportler                                          | Land |
| ----- | ------------------------------------------------- | ---- |
|       | Joachim Eilers Philipp Thiele Tobias Wächter      | GER  |
|       | Kirill Filatow Wladimir Chosow Denis Schurschin   | RUS  |
|       | Grzegorz Drejgier Rafał Sarnecki Adrian Tekliński | POL  |

| Platz | Sportlerin                            | Land |
| ----- | ------------------------------------- | ---- |
|       | Sandie Clair Virginie Cueff           | FRA  |
|       | Rebecca James Victoria Williamson     | GBR  |
|       | Wiktoria Baranowa Anastassija Woinowa | RUS  |

### Einerverfolgung
| Platz | Sportler       | Land |
| ----- | -------------- | ---- |
|       | Waleri Kaikow  | RUS  |
|       | Artur Jerschow | RUS  |
|       | Marco Coledan  | ITA  |

| Platz | Sportlerin        | Land |
| ----- | ----------------- | ---- |
|       | Aksana Papko      | BLR  |
|       | Lucie Hochmann    | CZE  |
|       | Vaida Pikauskaitė | LTU  |

### Mannschaftsverfolgung
| Platz | Sportler                                                       | Land |
| ----- | -------------------------------------------------------------- | ---- |
|       | Sergei Tschernezki Artur Jerschow Waleri Kaikow Sergei Schilow | RUS  |
|       | Johannes Kahra Theo Reinhardt Jakob Steigmiller Lucas Liß      | GER  |
|       | Vivien Brisse Julien Duval Nicolas Giulia Julien Morice        | FRA  |

| Platz | Sportlerin                                               | Land |
| ----- | -------------------------------------------------------- | ---- |
|       | Jessie Daams Jolien D’hoore Kelly Druyts                 | BEL  |
|       | Renata Dąbrowska Katarzyna Pawłowska Małgorzata Wojtyra  | POL  |
|       | Alfija Chabibulina Jelena Litschmanowa Irina Molitschewa | RUS  |

### Scratch
| Platz | Sportler       | Land |
| ----- | -------------- | ---- |
|       | Sebastián Mora | ESP  |
|       | Ralf Matzka    | GER  |
|       | Sergei Schilow | RUS  |

| Platz | Sportlerin           | Land |
| ----- | -------------------- | ---- |
|       | Renata Dąbrowska     | POL  |
|       | Kelly Druyts         | BEL  |
|       | Jewgenija Augustinas | RUS  |

### Punktefahren
| Platz | Sportler       | Land |
| ----- | -------------- | ---- |
|       | Artur Jerschow | RUS  |
|       | Jan Keller     | SUI  |
|       | Omar Bertazzo  | ITA  |

| Platz | Sportlerin        | Land |
| ----- | ----------------- | ---- |
|       | Aksana Papko      | BLR  |
|       | Marta Tagliaferro | ITA  |
|       | Jolien D’hoore    | BEL  |

### Omnium
| Platz | Sportler          | Land |
| ----- | ----------------- | ---- |
|       | Jan Dostál        | CZE  |
|       | Gijs Van Hoecke   | BEL  |
|       | Grzegorz Stępniak | POL  |

| Platz | Sportlerin         | Land |
| ----- | ------------------ | ---- |
|       | Jolien D’hoore     | BEL  |
|       | Małgorzata Wojtyra | POL  |
|       | Aksana Papko       | BLR  |

### Madison
| Platz | Sportler                         | Land |
| ----- | -------------------------------- | ---- |
|       | Airan Fernandez Sebastián Mora   | ESP  |
|       | Jochen Deweer Tosh Van der Sande | BEL  |
|       | Ralf Matzka Theo Reinhardt       | GER  |

## Resultate Junioren/Juniorinnen

### Sprint
| Platz | Sportler        | Land |
| ----- | --------------- | ---- |
|       | Julien Palma    | FRA  |
|       | Rino Gasparrini | ITA  |
|       | Philip Hindes   | GER  |

| Platz | Sportlerin          | Land |
| ----- | ------------------- | ---- |
|       | Jekaterina Gnidenko | RUS  |
|       | Victoria Williamson | GBR  |
|       | Stella Tomassini    | ITA  |

### Keirin
| Platz | Sportler        | Land |
| ----- | --------------- | ---- |
|       | Benjamin Édelin | FRA  |
|       | Kévin Guillot   | FRA  |
|       | Nikita Balunow  | RUS  |

| Platz | Sportlerin          | Land |
| ----- | ------------------- | ---- |
|       | Anastassija Woinowa | RUS  |
|       | Victoria Williamson | GBR  |
|       | Tania Calvo         | ESP  |

### Zeitfahren
| Platz | Sportler        | Land |
| ----- | --------------- | ---- |
|       | Julien Palma    | FRA  |
|       | Rino Gasparrini | ITA  |
|       | Robert Kanter   | GER  |

| Platz | Sportlerin          | Land |
| ----- | ------------------- | ---- |
|       | Tania Calvo         | ESP  |
|       | Anastassija Woinowa | RUS  |
|       | Jekaterina Gnidenko | RUS  |

### Teamsprint
| Platz | Sportler                                       | Land |
| ----- | ---------------------------------------------- | ---- |
|       | Kévin Guillot Julien Palma Benjamin Édelin     | FRA  |
|       | Mauro Catellini Davide Ceci Rino Gasparrini    | ITA  |
|       | Nikita Balunow Dmitri Gorlow Kirill Samussenko | RUS  |

| Platz | Sportlerin                              | Land |
| ----- | --------------------------------------- | ---- |
|       | Jekaterina Gnidenko Anastassija Woinowa | RUS  |
|       | Charlott Arndt Christina Konsulke       | GER  |
|       | Sara Consolati Giulia Donato            | ITA  |

### Einerverfolgung
| Platz | Sportler          | Land |
| ----- | ----------------- | ---- |
|       | Wiktor Manakow    | RUS  |
|       | Jewgeni Schalunow | RUS  |
|       | Filippo Ranzi     | ITA  |

| Platz | Sportlerin           | Land |
| ----- | -------------------- | ---- |
|       | Alexandra Tschekina  | RUS  |
|       | Swetlana Kaschirina  | RUS  |
|       | Karolina Karasiewicz | POL  |

### Mannschaftsverfolgung
| Platz | Sportler                                                         | Land |
| ----- | ---------------------------------------------------------------- | ---- |
|       | Roman Iwlew Pawel Karpenkow Jewgeni Schalunow Kirill Sweschnikow | RUS  |
|       | Liam Bertazzo Filippo Ranzi Michele Scartezzini Paolo Simion     | ITA  |
|       | Bryan Coquard Alexis Gougeard Marc Sarreau Romain Le Roux        | FRA  |

| Platz | Sportlerin                                                     | Land |
| ----- | -------------------------------------------------------------- | ---- |
|       | Alexandra Gontscharowa Swetlana Kaschirina Alexandra Tschekina | RUS  |
|       | Elena Cecchini Maria Giulia Confalonieri                       | ITA  |

### Scratch
| Platz | Sportler            | Land |
| ----- | ------------------- | ---- |
|       | Romain Le Roux      | FRA  |
|       | Michele Scartezzini | ITA  |
|       | Bryan Coquard       | FRA  |

| Platz | Sportlerin             | Land |
| ----- | ---------------------- | ---- |
|       | Alexandra Gontscharowa | RUS  |
|       | Giulia Donato          | ITA  |
|       | Sara Consolati         | ITA  |

### Punktefahren
| Platz | Sportler            | Land |
| ----- | ------------------- | ---- |
|       | Michele Scartezzini | ITA  |
|       | Kirill Sweschnikow  | RUS  |
|       | Roman Iwlew         | RUS  |

| Platz | Sportlerin             | Land |
| ----- | ---------------------- | ---- |
|       | Elena Cecchini         | ITA  |
|       | Alexandra Gontscharowa | RUS  |
|       | Karolina Karasiewicz   | POL  |

### Omnium
| Platz | Sportler       | Land |
| ----- | -------------- | ---- |
|       | Paolo Simion   | ITA  |
|       | Lucas Liß      | GER  |
|       | Wiktor Manakow | RUS  |

| Platz | Sportlerin             | Land |
| ----- | ---------------------- | ---- |
|       | Chiara Vannucci        | ITA  |
|       | Alexandra Gontscharowa | RUS  |
|       | Dagmar Labáková        | CZE  |

### Madison
| Platz | Sportler                       | Land |
| ----- | ------------------------------ | ---- |
|       | Andrei Sokolow Oleksandr Lobow | UKR  |
|       | Roman Iwlew Kirill Sweschnikow | RUS  |
|       | Bryan Coquard Romain Le Roux   | FRA  |

## Medaillenspiegel
| Rang  | Land                   | Gold | Silber | Bronze | Gesamt |
| ----- | ---------------------- | ---- | ------ | ------ | ------ |
| 1     | Russland               | 11   | 9      | 11     | 30     |
| 2     | Frankreich             | 9    | 4      | 6      | 19     |
| 3     | Italien                | 4    | 8      | 6      | 18     |
| 4     | Deutschland            | 3    | 6      | 4      | 13     |
| 5     | Spanien                | 3    | 0      | 1      | 4      |
| 6     | Belgien                | 2    | 3      | 1      | 6      |
| 7     | Belarus                | 2    | 0      | 1      | 3      |
| 8     | Vereinigtes Königreich | 1    | 4      | 1      | 6      |
| 9     | Polen                  | 1    | 2      | 4      | 7      |
| 10    | Tschechien             | 1    | 1      | 2      | 4      |
| 11    | Ukraine                | 1    | 0      | 0      | 1      |
| 12    | Schweiz                | 0    | 1      | 0      | 1      |
| 13    | Litauen                | 0    | 0      | 1      | 1      |
| Total | Total                  | 38   | 38     | 37     | 113    |